# Уильямс, Мишель (актриса)
Мише́ль И́нгрид Уи́льямс (англ. Michelle Ingrid Williams; род. 9 сентября 1980[…], Калиспелл, Монтана) — американская актриса. Обладательница двух премий «Золотой глобус», премии Гильдии киноактёров США и «Эмми». Пятикратная номинантка на премию «Оскар», номинантка на премии BAFTA и «Тони».

## Ранние годы
Мишель Ингрид Уильямс родилась 9 сентября 1980 года в Калиспелле, штат Монтана, в семье ныне разведённых домохозяйки Карлы Ингрид Свенсон и биржевого трейдера Ларри Ричарда Уильямса. Она имеет норвежские корни со стороны матери. Мишель росла вместе с тремя единокровными братьями и сёстрами от первого брака отца, а также с младшей сестрой Пейдж. Когда ей было девять лет, семья переехала в Сан-Диего.
Уильямс заинтересовалась актёрством после просмотра театральной постановки «Приключения Тома Сойера».

## Карьера
Впервые Уильямс появилась на ТВ экране в роли Бриджет Бауэрс, юной девушки, соблазняющей сына Митча Бьюкенена (персонажа Дэвида Хассельхоффа) в сериале «Спасатели Малибу» в 1993 году. Уже через год она дебютировала в семейном приключенческом полнометражном фильме «Лесси». В издании Variety роль Уильямс назвали выигрышной. Затем она появилась в ситкомах «Шаг за шагом» и «Большой ремонт», а в 1995 году — в фантастическом фильме ужасов «Особь» в роли главной героини в юности.
В 15 лет Мишель с одобрения родителей бросила школу, чтобы всерьёз заняться актёрской карьерой, однако позже актриса будет жалеть, что не получила надлежащего образования.
В 1998 году Мишель начала сниматься в сериале «Бухта Доусона», чем привлекла к себе много внимания, так как сериал оказался очень успешным. В том же году она сыграла эпизодическую роль в фильме ужасов «Хэллоуин: 20 лет спустя».
В 2004 году можно было увидеть Мишель на сцене престижного театрального фестиваля Williamstown Theatre Festival в роли Вари в пьесе А. П. Чехова «Вишнёвый сад».
Хотя первоначально Уильямс снималась в основном в молодёжных комедиях, в дальнейшем её стали чаще приглашать на роли в независимом кино, например, в такие картины, как «Станционный смотритель» и «Земля изобилия». За роль в фильме «Венди и Люси» её номинировали на премию «Независимый дух». За роль в фильме «Горбатая гора» Уильямс впервые номинировали на «Оскар» и «Золотой глобус».
В начале 2010 года в прокат вышел фильм Скорсезе «Остров проклятых», в котором Мишель сыграла умершую жену пациента психиатрической больницы маршала США Эндрю Леддиса в исполнении Леонардо Ди Каприо. В 2011 году Уильямс вновь была номинирована на «Оскар» и «Золотой глобус» как лучшая актриса за роль в фильме «Валентинка», где её партнёром был Райан Гослинг.
За исполнение роли Мэрилин Монро в трагикомедии «7 дней и ночей с Мэрилин» Мишель Уильямс была удостоена первой статуэтки премии «Золотой глобус» и номинаций на премии «Оскар» и BAFTA.
В феврале 2013 года Мишель Уильямс посетила Москву, чтобы вместе с коллегами (Милой Кунис и Джеймсом Франко), а также режиссёром Сэмом Рэйми представить картину «Оз: Великий и Ужасный», в котором она сыграла добрую ведьму Глинду.
За роль в постановке пьесы «Чёрный дрозд» Дэвида Харроуэра в 2016 году Уильямс получила номинацию на премию Тони в категории «Лучшая актриса». В том же году актриса получила номинацию на «Оскар» за «Лучшую женскую роль второго плана» в фильме «Манчестер у моря».
В 2017 году вышли сразу 3 фильма при участии Мишель Уильямс: «Мир, полный чудес», «Все деньги мира» и «Величайший шоумен». За роль в криминальном триллере Ридли Скотта Мишель была номинирована на «Золотой глобус». В 2018 году можно было увидеть Мишель в комедии «Красотка на всю голову» в компании Эми Шумер. Роль требовала, чтобы Уильямс говорила в картине высоким голосом. Старания актрисы были высоко оценены изданием Variety, где роль назвали самой смешной в её карьере.
В постоянном стремлении работать в разных жанрах в 2018 году Уильямс сыграла в супергеройском фильме «Веном» с Томом Харди. Он стал самым кассовым в её карьере. В январе 2019 года на кинофестивале Сандэнс состоялась премьера фильма Барта Фрейндлиха «После свадьбы», ремейка одноимённой картины 2006 года, номинированной на премию «Оскар» как лучшая лента года на иностранном языке. В новой версии роль Мадса Миккельсена досталась именно Мишель Уильямс, а её коллегами по картине стали Джулианна Мур и Билли Крудап. В российский прокат «После свадьбы» вышел в конце сентября 2019 года.

## Другое
Вместе с Натали Портман в 2009 году Мишель Уильямс снялась в рекламном ролике парфюма Greed, режиссёром которого был Роман Полански.
В июле 2013 года Мишель Уильямс стала лицом рекламной кампании осень — зима сумок Louis Vuitton.
В 1997 году победила в конкурсе среди частных трейдеров, торгуя фьючерсами. Мишель показала 3-й результат за всю историю, где 1-й результат принадлежит её отцу Ларри.

## Личная жизнь
После знакомства на съёмках фильма «Горбатая гора» в 2004 году Уильямс начала встречаться с актёром Хитом Леджером. 28 октября 2005 года у них родилась дочь Матильда Роуз Леджер. Её крёстными родителями стали Бизи Филиппс и Джейк Джилленхол. В сентябре 2007 года Уильямс и Леджер объявили о расставании. В 2008 году Леджер скончался вследствие передозировки рецептурными препаратами, а Мишель была вынуждена переехать из Бруклина на окраину Нью-Йорка из-за пристального внимания папарацци.
В июне 2018 года Уильямс вышла замуж за музыканта Фила Элверума. В апреле 2019 года они объявили о расставании и к ноябрю того же года развелись.
В декабре 2019 года стало известно, что Уильямс обручена с режиссёром Томасом Кейлом, с которым познакомилась на съёмках сериала «Фосси/Вердон». В марте 2020 года Уильямс и Кейл поженились. У них есть двое детей (род. 2020 и 2022).

## Фильмография
| Год       |    | Русское название               | Оригинальное название         | Роль                 |
| --------- | -- | ------------------------------ | ----------------------------- | -------------------- |
| 1993      | с  | Спасатели Малибу               | Baywatch                      | Бриджет              |
| 1994      | ф  | Лесси                          | Lassie                        | Эйприл Портер        |
| 1994      | с  | Шаг за шагом                   | Step by Step                  | Дж. Дж.              |
| 1995      | с  |                                | Raising Caines                | Триш                 |
| 1995      | с  | Большой ремонт                 | Home Improvement              | Джессика Латц        |
| 1995      | ф  | Особь                          | Species                       | юная Сил             |
| 1995      | ф  | Повелитель времени             | Timemaster                    | Энни                 |
| 1996      | тф | Мой сын невиновен              | My Son Is Innocent            | Донна                |
| 1997      | тф | Проучить мистера Гриффина      | Killing Mr. Griffin           | Майя                 |
| 1997      | ф  | Тысяча акров                   | A Thousand Acres              | Пэмми                |
| 1998—2003 | с  | Бухта Доусона                  | Dawson's Creek                | Дженнифер Линдли     |
| 1998      | ф  | Хэллоуин: 20 лет спустя        | Halloween H20: 20 Years Later | Молли                |
| 1999      | ф  | Подруги президента             | Dick                          | Арлин Лоренцо        |
| 1999      | ф  | Неисправимые                   | But I'm a Cheerleader         | Кимберли             |
| 2000      | тф | Если бы стены могли говорить 2 | If These Walls Could Talk 2   | Линда                |
| 2001      | ф  | Парфюм                         | Perfume                       | Холли                |
| 2001      | ф  | С тобой и без тебя             | Me Without You                | Холли                |
| 2001      | ф  | Нация прозака                  | Prozac Nation                 | Руби                 |
| 2003      | ф  | Соединённые штаты Лиланда      | The United States of Leland   | Джули                |
| 2003      | ф  | Станционный смотритель         | The Station Agent             | Эмили                |
| 2004      | ф  | С первой попытки               | A Hole in One                 | Анна                 |
| 2004      | ф  | Вымышленные герои              | Imaginary Heroes              | Пенни                |
| 2004      | ф  | Земля изобилия                 | Land of Plenty                | Лана                 |
| 2005      | ф  | Бакстер                        | The Baxter                    | Сесиль               |
| 2005      | ф  | Горбатая гора                  | Brokeback Mountain            | Альма                |
| 2006      | ф  | Ястреб умирает                 | The Hawk Is Dying             | Бетти                |
| 2006      | ф  | Самый жаркий штат              | The Hottest State             | Саманта              |
| 2007      | ф  | Меня там нет                   | I'm Not There.                | Коко Ривингтон       |
| 2008      | ф  | Провокатор                     | Incendiary                    | молодая мать         |
| 2008      | ф  | Список контактов               | Deception                     | С                    |
| 2008      | ф  | Венди и Люси                   | Wendy and Lucy                | Уэнди                |
| 2008      | ф  | Нью-Йорк, Нью-Йорк             | Synecdoche, New York          | Клэр Кин             |
| 2009      | ф  | Мамонт                         | Mammoth                       | Эллен Видаль         |
| 2010      | ф  | Валентинка                     | Blue Valentine                | Синди Перейра        |
| 2010      | ф  | Остров проклятых               | Shutter Island                | Долорес Ченел        |
| 2010      | ф  | Обход Мика                     | Meek's Cutoff                 | Эмили Тетеров        |
| 2011      | ф  | Любит / Не любит               | Take This Waltz               | Марго                |
| 2011      | ф  | 7 дней и ночей с Мэрилин       | My Week with Marilyn          | Мэрилин Монро        |
| 2013      | ф  | Оз: Великий и Ужасный          | Oz: The Great and Powerful    | добрая ведьма Глинда |
| 2014      | ф  | Французская сюита              | Suite française               | Люсиль Ангелли       |
| 2016      | ф  | Манчестер у моря               | Manchester by the Sea         | Рэнди                |
| 2016      | ф  | Несколько женщин               | Certain Women                 | Джина                |
| 2017      | ф  | Мир, полный чудес              | Wonderstruck                  | Элейн                |
| 2017      | ф  | Все деньги мира                | All the Money in the World    | Гейл Харрис          |
| 2017      | ф  | Величайший шоумен              | The Greatest Showman          | Черити Барнум        |
| 2018      | ф  | Красотка на всю голову         | I Feel Pretty                 | Эйвери ЛеКлэр        |
| 2018      | ф  | Веном                          | Venom                         | Энн Вейинг           |
| 2019      | ф  | После свадьбы                  | After the Wedding             | Изабель              |
| 2019      | с  | Фосси/Вердон                   | Fosse/Verdon                  | Гвен Вердон          |
| 2021      | ф  | Веном 2                        | Venom: Let There Be Carnage   | Энн Вейинг           |
| 2022      | ф  | Фабельманы                     | The Fabelmans                 | мать Сэмми           |

## Аудиокниги
- Бритни Спирс — «Женщина во мне» (2023)[40]

## Награды и номинации
| Награда                        | Год  | Категория                                         | Работа                   | Результат |
| ------------------------------ | ---- | ------------------------------------------------- | ------------------------ | --------- |
| Оскар                          | 2006 | Лучшая женская роль второго плана                 | Горбатая гора            | Номинация |
| Оскар                          | 2011 | Лучшая женская роль                               | Валентинка               | Номинация |
| Оскар                          | 2012 | Лучшая женская роль                               | 7 дней и ночей с Мэрилин | Номинация |
| Оскар                          | 2017 | Лучшая женская роль второго плана                 | Манчестер у моря         | Номинация |
| Оскар                          | 2023 | Лучшая женская роль                               | Фабельманы               | Номинация |
| Золотой глобус                 | 2006 | Лучшая женская роль второго плана в кинофильме    | Горбатая гора            | Номинация |
| Золотой глобус                 | 2011 | Лучшая женская роль в драме                       | Валентинка               | Номинация |
| Золотой глобус                 | 2012 | Лучшая женская роль в комедии или мюзикле         | 7 дней и ночей с Мэрилин | Победа    |
| Золотой глобус                 | 2017 | Лучшая женская роль второго плана в кинофильме    | Манчестер у моря         | Номинация |
| Золотой глобус                 | 2018 | Лучшая женская роль в драме                       | Все деньги мира          | Номинация |
| Золотой глобус                 | 2020 | Лучшая женская роль в мини-сериале или телефильме | Фосси/Вердон             | Победа    |
| Золотой глобус                 | 2023 | Лучшая женская роль в драме                       | Фабельманы               | Номинация |
| BAFTA                          | 2006 | Восходящая звезда                                 | н/д                      | Номинация |
| BAFTA                          | 2006 | Лучшая женская роль второго плана                 | Горбатая гора            | Номинация |
| BAFTA                          | 2012 | Лучшая женская роль                               | 7 дней и ночей с Мэрилин | Номинация |
| BAFTA                          | 2017 | Лучшая женская роль второго плана                 | Манчестер у моря         | Номинация |
| Прайм-таймовая премия «Эмми»   | 2019 | Лучшая женская роль в мини-сериале или телефильме | Фосси/Вердон             | Победа    |
| Прайм-таймовая премия «Эмми»   | 2019 | Лучший мини-сериал или телефильм                  | Фосси/Вердон             | Номинация |
| Премия Гильдии киноактёров США | 2004 | Лучший актёрский состав в игровом кино            | Станционный смотритель   | Номинация |
| Премия Гильдии киноактёров США | 2006 | Лучшая женская роль второго плана                 | Горбатая гора            | Номинация |
| Премия Гильдии киноактёров США | 2006 | Лучший актёрский состав в игровом кино            | Горбатая гора            | Номинация |
| Премия Гильдии киноактёров США | 2012 | Лучшая женская роль                               | 7 дней и ночей с Мэрилин | Номинация |
| Премия Гильдии киноактёров США | 2017 | Лучшая женская роль второго плана                 | Манчестер у моря         | Номинация |
| Премия Гильдии киноактёров США | 2017 | Лучший актёрский состав в игровом кино            | Манчестер у моря         | Номинация |
| Премия Гильдии киноактёров США | 2020 | Лучшая женская роль в телефильме или мини-сериале | Фосси/Вердон             | Победа    |
| Премия Гильдии киноактёров США | 2023 | Лучший актёрский состав в игровом кино            | Фабельманы               | Номинация |